# Sámuel Gyarmathi
Sámuel Gyarmathi, född 15 juli 1751 i Kolozsvár, död 4 mars 1830, ungersk språkforskare.
Gyarmathi är mest känd för sin banbrytande bok inom finsk-ugrisk komparativ-historiska språkforskning, Affinitas Linguae Hungaricae cum Linguis Fennicae Originis grammaticae demonstrata (1799).